# Harold Jefferson Coolidge
Harold Jefferson Coolidge Jr. (Boston, 15 gennaio 1904 – Beverly, 15 febbraio 1985) è stato uno zoologo statunitense.
Esperto primatologo ed attivo nella tutela ambientale, fu tra i fondatori dell'Unione Internazionale per la Conservazione della Natura e del WWF.

## Biografia
Nasce a Boston nel 1904. Studia all'Università dell'Arizona e successivamente entra all'università di Harvard, dove consegue nel 1927 il bachelor of sciences e la specializzazione in primatologia. Successivamente rientra ad Harvard come curatore del Museo di Zoologia Comparata e collabora con l'Università di Cambridge.
Durante la seconda guerra mondiale Coolidge serve nell'Office of Strategic Services ed è l'inventore di alcuni dispositivi salvavita, fra cui un repellente chimico per squali. Al termine della guerra riceve la Legion of Merit.
Nel 1947 diventa presidente del Pacific Science Board della National Academy of Sciences, carica che ricopre per i successivi 23 anni.
Nel 1948 partecipa al meeting di Fontainebleau nel quale viene fondata l'IUCN, della quale è il primo vicepresidente. Vi ricopre poi la carica di presidente dal 1966 al 1972 ed in seguito ne viene nominato presidente onorario. Fa parte del board del WWF dal 1971 al 1978 e nel 1979 viene nominato Membro d'Onore. È inoltre uno dei fondatori di WWF USA.
Muore il 15 febbraio 1985 a Beverly (Massachusetts) all'età di 81 anni per complicazioni in seguito ad una caduta.

## Attività scientifica
Come curatore del museo di zoologia di Harvard Coolodge partecipò a numerose spedizioni nel continente africano. In seguito ad una di queste spedizioni nel 1929 pubblicò A Revision Of The Genus Gorilla, che costituisce la base della moderna tassonomia del genere Gorilla.
Nel 1933 pubblica Pan paniscus. Pigmy chimpanzee from south of the Congo river, col quale, in seguito ad una serie di comparazioni morfologiche con lo scimpanzé, eleva al rango di specie il bonobo, che era stato pochi anni prima descritto e classificato come sottospecie da Ernst Schwarz.
Nel corso della sua carriera Coolidge ha ricevuto oltre cinquanta fra premi accademici ed onorificenze, fra cui l'Ordine dell'Arca d'Oro, la medaglia d'argento del National Park Service e il J. Paul Getty Award for Conservation Leadership, oltre a diversi PhD ad honorem da varie università, fra cui la George Washington University, la Seoul National University e la Brandeis University. Nel 1983 l'Università di Cambridge ha inaugurato il Coolidge Center for Environmental Leadership e nel 2004 l'IUCN ha istituito la Harold Jefferson Coolidge Memorial Medal.